# 博拉尔达布里
博拉尔达布里（Bholar Dabri），是印度西孟加拉邦Jalpaiguri县的一个城镇。总人口10010（2001年）。

## 人口
该地2001年总人口10010人，其中男性5170人，女性4840人；0—6岁人口981人，其中男507人，女474人；识字率78.56%，其中男性为83.50%，女性为73.29%。